# Sigsbee Deep

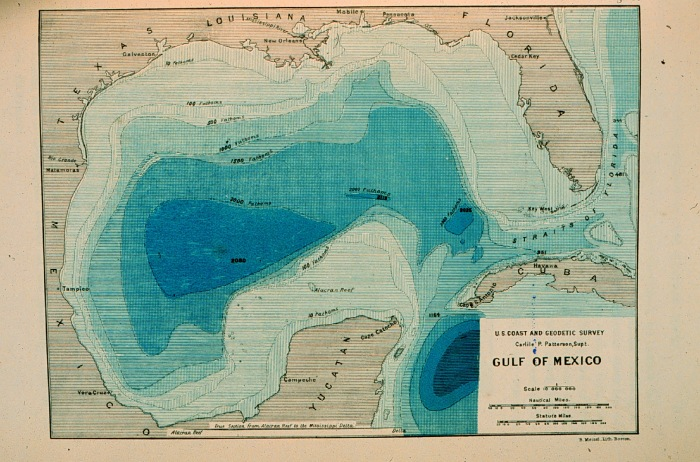
Carte des courbes de niveau du golfe du Mexique, sondée par le vapeur George S. Blake de l'United States Coast and Geodetic Survey (USC&GS) entre 1873 et 1875.

Le Sigsbee Deep, ou bassin du Mexique (en anglais : Mexico basin selon l'United States Board on Geographic Names), est un bassin de forme triangulaire qui est la partie la plus profonde du golfe du Mexique.
Il porte le nom de Charles Dwight Sigsbee.